# Porta della Torricella
La Porta della Torricella è una porta che si apre lungo le Mura di Boccheggiano. Costituisce la porta di accesso al borgo.

## Storia
La porta venne aperta nel corso del Duecento, mentre venivano completati i lavori di realizzazione delle Mura di Boccheggiano. Alcuni restauri vennero apportati già nel corso del secolo successivo.
Assieme alla Porta di Villa, in epoca medievale e rinascimentale costituiva uno dei due accessi al borgo castellano.
Nel corso dei secoli successivi, furono effettuate numerose modifiche al sistema difensivo di Boccheggiano, che portarono ad una modifica e ad un ridimensionamento dell'originaria cinta muraria, che causarono anche la scomparsa dell'altra porta.

## Descrizione
La Porta della Torricella è attualmente l'unica porta di accesso al borgo di Boccheggiano. Si apre lungo la cinta muraria, lungo il tratto di Via della Torricella, dalla quale è attraversata.
La porta si apre presso un breve tratto di cortina muraria rivestita in blocchi di pietra, compreso tra due distinti edifici. Il doppio arco tondo si apre ad una notevole altezza, a testimonianza dell'imponenza che avevano in epoca medievale le strutture difensive di Boccheggiano.